# NetSecL OS
NetSecL OS – dystrybucja systemu operacyjnego GNU/Linux o podwyższonym poziomie bezpieczeństwa, pierwotnie oparta na Slackware. Począwszy od wersji 3.2 system oparto na Opensuse. Dystrybucja skupia się na bezpieczeństwie. Między innymi zaimplementowano łatkę grsecurity i rozszerzenie gcc Stack-Smashing Protector.Od wersji 4.0 zmieniono nazwę z NetSecL na NetSecL OS

## Narzędzia
Dystrybucja ta oferuje szereg narzędzi związanych z bezpieczeństwem, między innymi:
- Amap
- Ettercap
- Hydra
- Kismet
- Nessus
- Nmap
- Metasploit
- PADS
- John the Ripper
- hping
- DSniff